# Plaza Aníbal Pinto (Valparaíso)
La plaza Aníbal Pinto está ubicada en la ciudad chilena de Valparaíso, en la confluencia de la calle Esmeralda, desde el Puerto; Cumming y Almirante Montt, desde el Cerro Alegre. Desde ella surgen las calles Condell y O'Higgins, esta última semipeatonal.
Construida sobre relleno de terreno ganado al mar durante el siglo XIX, es un punto neurálgico del tráfico del plan de la ciudad y de su conexión vial con los cerros Alegre, Concepción, Cárcel y Panteón. En su interior contiene a la Fuente de Neptuno y a una estatua a Carlos Condell. Está rodeada por diversos edificios de interés patrimonial, como el Edificio Cooperativa Vitalicia o el antiguo Café Riquet. Debido a todo lo anterior, fue declarada Monumento Nacional de Chile en la categoría de Zona Típica en 1976, ampliándose sus límites en 1989 y 1994.

## Historia

### Urbanización del sector

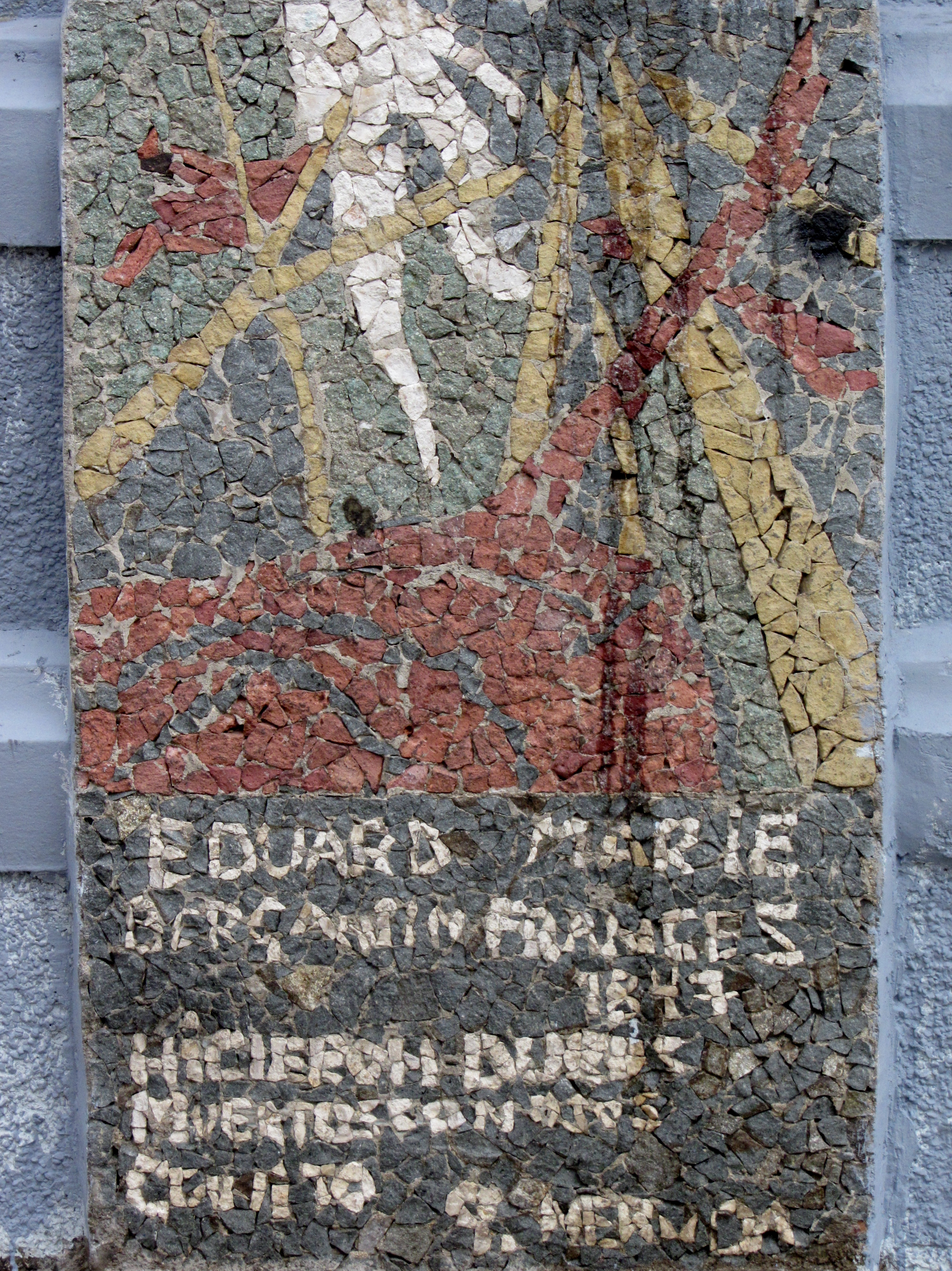
Placa conmemoratoria del naufragio del Eduard Marie

Hasta fines del siglo XVIII, el plan de Valparaíso era una estrecha orilla entre los cerros y el mar, que solo llegaba hasta la altura de la actual calle Serrano. Los primeros rellenos, promovidos por el creciente auge económico de la ciudad—dedicada inicialmente a la exportación de trigo y luego de minerales—se desarrollaron en el sector entre la Iglesia de la Matriz y el muelle Prat. La urbanización de la ciudad estuvo inicialmente limitada por el Peñón del Cabo, un gran promontorio rocoso situado a la altura de la actual subida del cerro Concepción, y que separaba el Barrio Puerto del sector de El Almendral, una amplia explanada que por entonces sólo albergaba a la orden religiosa de los mercedarios, predios agrícolas y establecimientos artesanales. Para esquivar el gran peñasco, había que subir por la Quebrada de El Almendro—actual calle Urriola, que divide al cerro Alegre del Concepción—y bajar por la Quebrada de Elías, actual calle Cumming, que da a la actual Plaza Aníbal Pinto.
El Peñón del Cabo se dinamitó en 1832, permitiendo la urbanización de la actual calle Esmeralda—antigua Calle del Cabo—en la que se instalaron locales comerciales, empresas de tráfico marítimo y el ascensor Concepción, para conectar con el cerro homónimo. Esto permitió el desarrollo del barrio El Almendral y su conexión con el puerto.
En lo que hoy es la plaza Aníbal Pinto y antes era mar, naufragó el bergantín francés Eduard Marie en 1847, tragedia que hoy recuerda una placa colocada en su costado norte.[cita requerida]

### Plaza del Orden

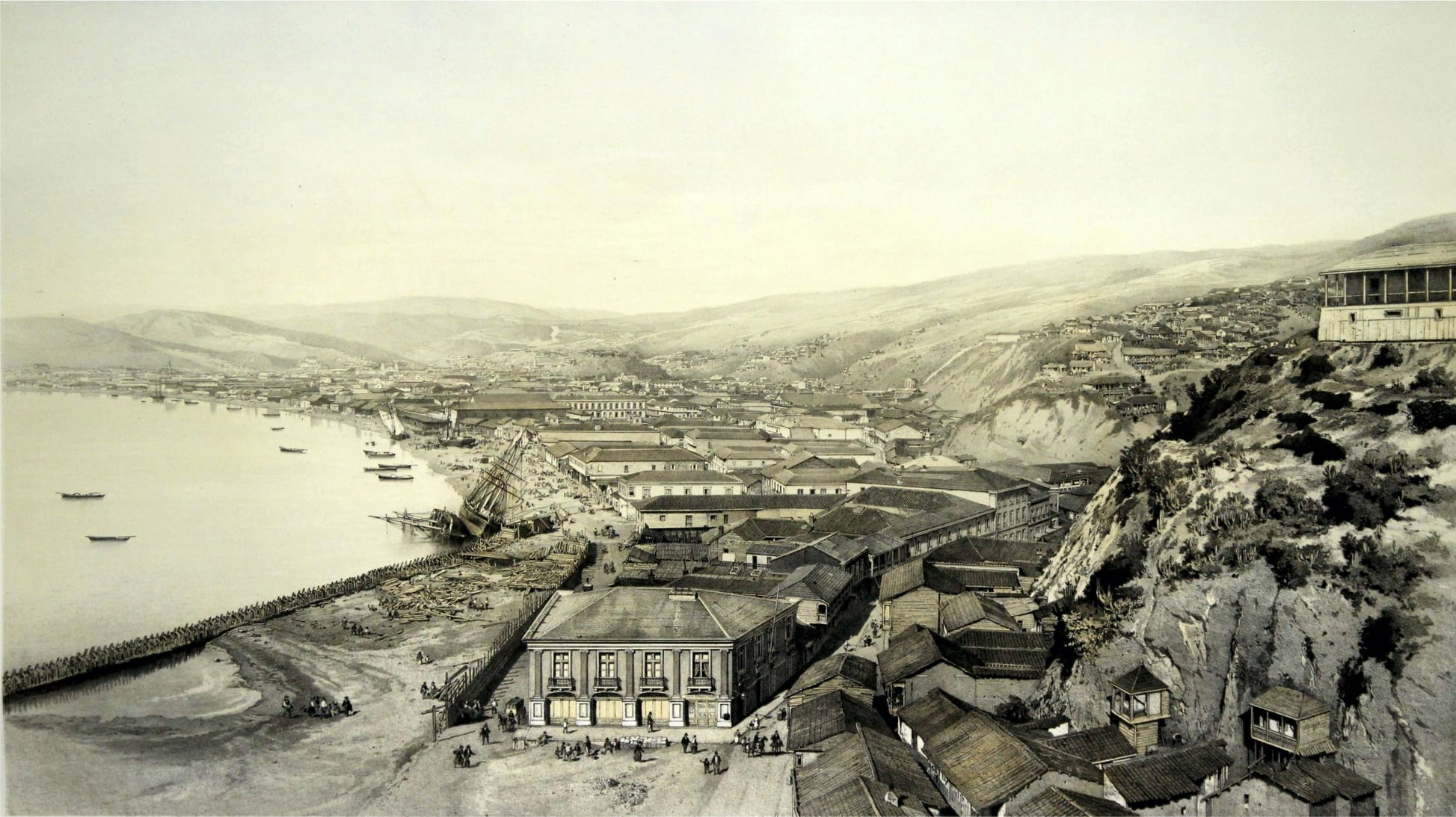
La Plaza del Orden en El Almendral, ya con una casa delimitándolo, dos días después del temporal del 6 de mayo de 1854. Vista desde el cerro de la Cueva del Chivato (actual Cerro Concepción).

La Plaza del Orden se construyó sobre lo que había sido el costado sur oriente del Peñón del Cabo, en la base de los cerros Concepción, Cárcel y Panteón. Se situaba al final de las calles Tubildad, actual Almirante Montt; la Quebrada de Elías, la calle del Cabo, O'Higgins y Melgarejo, en terrenos que durante el siglo XVIII se habían estado ocupando por graneros pertenecientes al acaudalado empresario Joaquín de Villaurrutia, junto a unos muelles en la costa, también de su propiedad.
Desde sus inicios estuvo delimitada por un edificio de dos plantas, que a fines del siglo XIX sería reemplazado por uno de tres.

### Plaza Aníbal Pinto (1884-hoy)

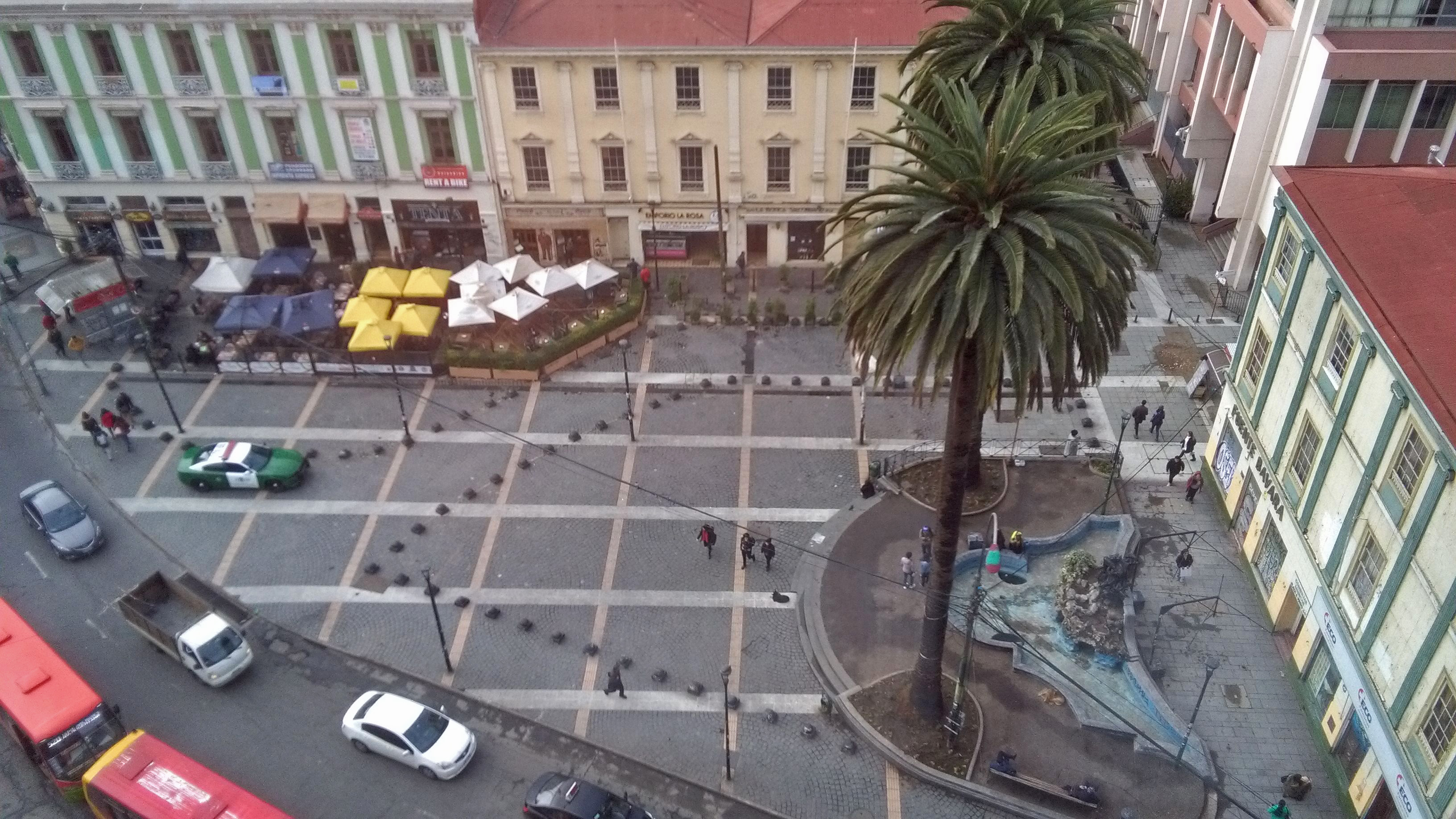
Vista superior de la plaza en 2018, donde se aprecia su forma.

La plaza fue rebautizada como Plaza Aníbal Pinto tras la muerte del presidente Aníbal Pinto en 1884, quien había vivido cerca del lugar en la calle del Teatro, hoy Salvador Donoso. En su más de un siglo de existencia, ha sufrido pocas modificaciones, a diferencia de otras plazas de la ciudad.
|              |
| Foto antigua |

|        |
| Postal |

|              |
| Foto antigua |

Por su alto valor patrimonial, fue declarada Monumento Nacional de Chile en la categoría de Zona Típica, bajo el decreto supremo n.° 556 del 18 de junio de 1976, ampliándose posteriormente sus límites mediante los D. S. n.° 492 y 335, del 29 de septiembre de 1989, y 1 de agosto de 1994, respectivamente.
En 2014, tras una remodelación de la plaza, el sector fue inaugurado como Paseo de los Cafés.
|                                  |
| Café del Poeta: Neruda y Mistral |

|                            |
| Música en la plaza en 2015 |

|                               |
| Trolebús por la plaza en 2010 |

|                               |
| Trolebús por la plaza en 2024 |

|                                                 |
| Placa conmemorativa del origen del cine chileno |

#### Fuente de Neptuno
La estructura más importante y representativa de la plaza es la Fuente de Neptuno. Su escultura, diseñada en Francia en 1856 por el escultor Gabriel Vital-Dubray, fue construida con fierro fundido. Según algunas referencias, la fuente fue llevada desde Francia a Valparaíso en 1860. La estatua habría sido llevada a Valparaíso por Juan Brown, quien la habría donado a la ciudad. Algunas referencias sitúan la fecha de instalación de la fuente en 1892, mientras que otras señalan como fecha de instalación de la escultura a inicios de los años 1930.
La escultura representa al dios de los mares, quien armado de su tridente, monta dos dragones marinos, que originalmente tiraban agua por la boca. Detrás de la fuente, destaca un edificio de corte neoclásico decorado con ocho pilastras, y que funciona como telón de fondo de la plaza.
Otras copias de esta obra se encuentran en distintos lugares del mundo, incluyendo la Fuente de Neptuno del cerro Santa Lucía, en Santiago de Chile.

#### Monumento a Carlos Condell
El Monumento a Carlos Condell, obra en honor al comandante de la goleta Covadonga, Carlos Condell (1843-1887) está emplazado en la esquina del Edificio Cooperativa Vitalicia, que conecta la proyección de las calles Esmeralda y Condell con la continuación de la bifurcación de las calles Cumming y Almirante Montt. Esta estatua, inaugurada el 7 de noviembre de 1987, fue realizada en España por el artista Agustín de la Herrán Matorras, quien tomó como base una ampliación hecha por el escultor chileno Raúl Valdivieso (1931-1993) de la estatuilla originalmente creada por otro escultor chileno, Virginio Arias (1855-1941).
La estatuilla original de Arias había sido creada para el proyecto del monumento «A la marina nacional» en la Plaza Sotomayor—junto a otras estatuas y bajorrelieves, algunos de los cuales forman hoy parte del Monumento a los Héroes de Iquique—, cuya primera piedra se colocó el 18 de septiembre de 1885. En 2024, Mauricio Sanzana Ruz donó dicha estatuilla al Museo Marítimo Nacional.

## Entorno

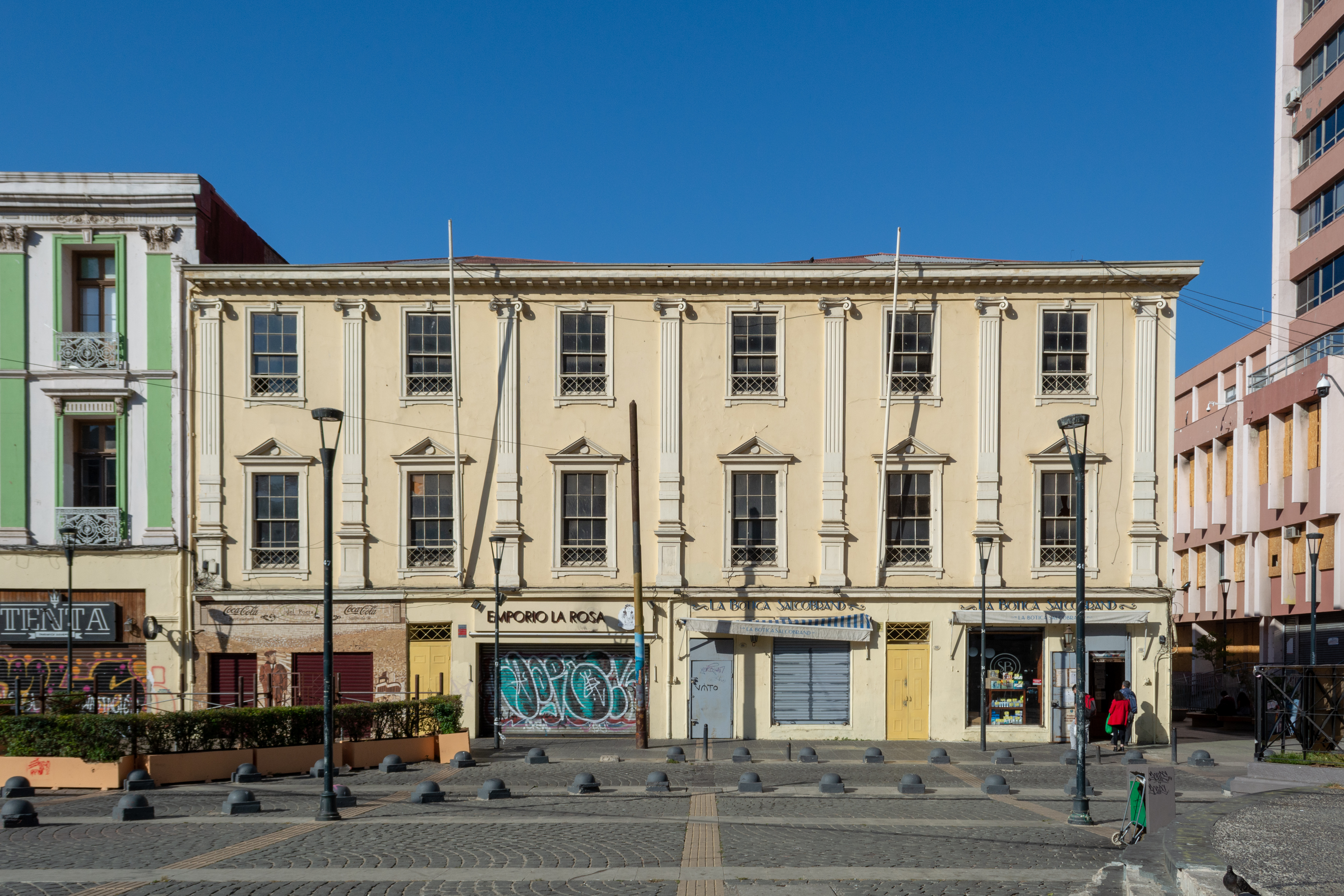
Edificio Café Riquet en 2020.

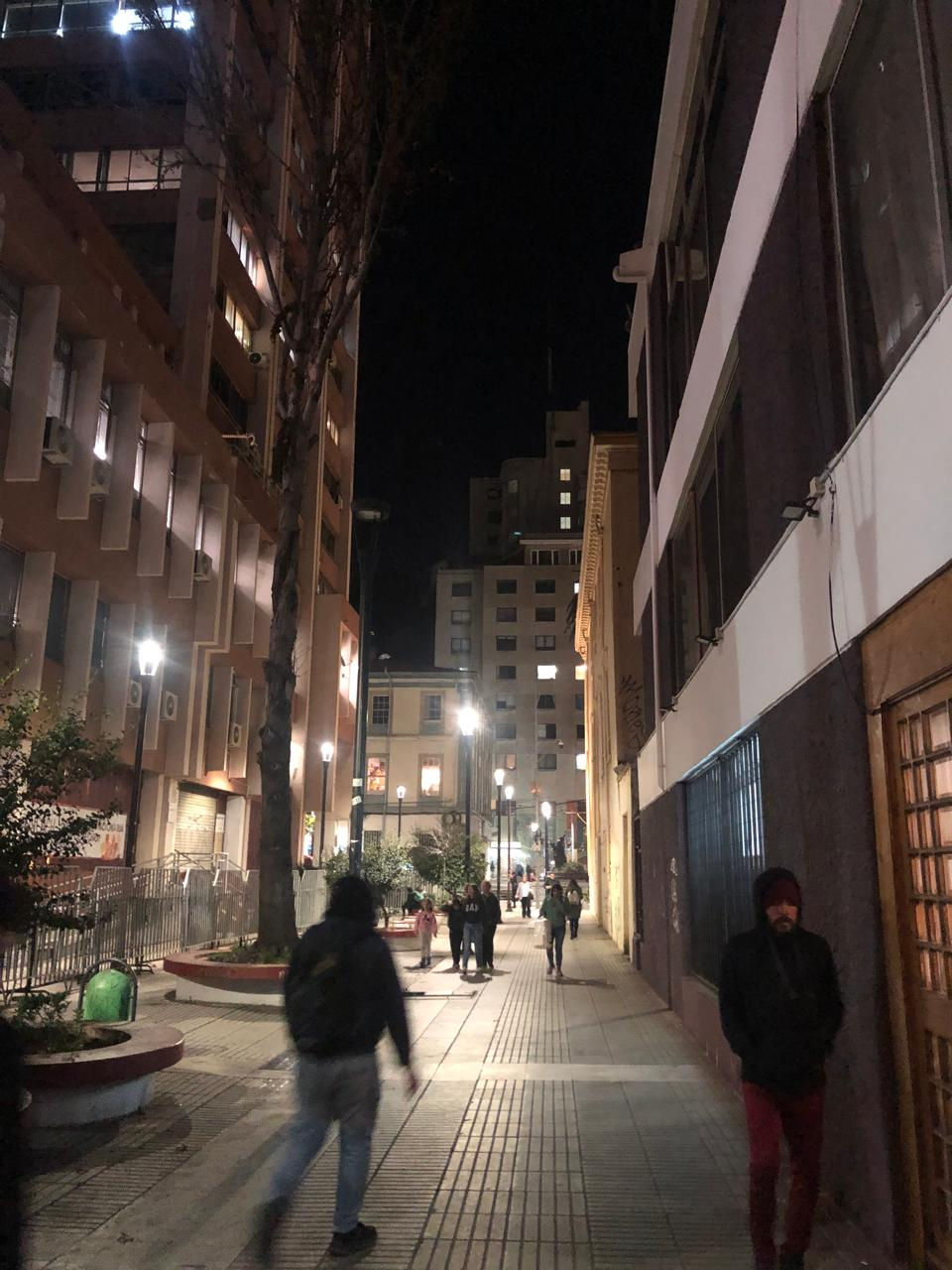
Pasaje peatonal Melgarejo hacia la plaza en 2024

El entorno de la plaza considerado Zona Típica desde 1976, comprende los inmuebles de la calle Esmeralda 1154 y 1159, calle Almirante Montt 2, calle Condell 1201-1207 y 1148-1194, más calle Plaza Aníbal Pinto 341 y 1167-1199. La ampliación de los límites patrimoniales de 1989 sumaron los edificios de la calle Esmeralda 1107, 1123, 1131 y 1153, y la ampliación de 1994, los inmuebles de la misma calle, para los números 1118, 1124, 1132, 1138, 1140 y 1146.
A lo largo de los años, distintos comercios han ocupado los edificios aledaños de la plaza, incluyendo boticas, librerías, ópticas, tabaquerías, panaderías y joyerías. Adicionalmente, han existido allí numerosos bares y restaurantes, convirtiendo al sector en uno de los lugares preferidos de la bohemia porteña.
La plaza está adornada con algunos jardines y palmeras. Entre la calle O'Higgins y el pasaje peatonal Melgarejo se sitúa la actual Intendencia, donde antes hubo casas viejas que albergaron reconocidos bares porteños, como El Alemán, el Bavaria y el antiguo Pajarito. Al otro costado de Melgarejo y enfrente de la plaza, se ubica el edificio donde por décadas funcionó el Café Riquet. Encarando este último edificio, frente a la calle Condell, se ubica el imponente Edificio Cooperativa Vitalicia, creados en los años 1940 y considerado el primer rascacielos de Chile. Al otro costado de la plaza está el tradicional Bar Cinzano, fiel representante de la bohemia porteña. Junto a él existió otro bar tradicional, el Neptuno, y más allá el ascensor Esmeralda, construido en 1905 y que conectaba con el Paseo Atkinson, en el cerro Concepción, pero que desapareció antes de cumplir el medio siglo.

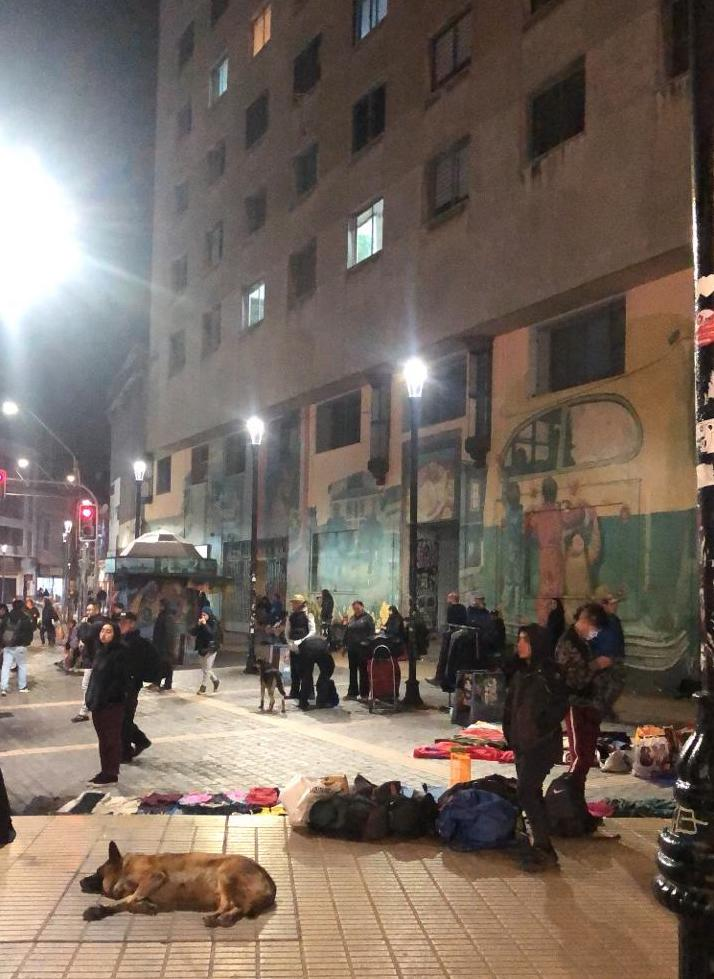
Comercio ambulante junto a la plaza en 2024

Al menos a partir de 2017 se comenzó a discutir sobre la presencia de un comercio ambulante permanente en torno a la plaza, especialmente instalado frente al Edificio Cooperativa Vitalicia. Este comercio ilegal, en que conviven artesanos, vendedores de productos veganos, ropa, tabaquería, entre otros, coexiste con venta y consumo de drogas y focos de delincuencia, que al menos hasta 2025 continuaban persistiendo.